# Championnat de Suisse de football américain
Le Championnat de Suisse de football américain est une compétition sportive réunissant depuis 1982 l'élite des clubs amateurs suisses de football américain. Il est organisé par la Schweizerische American Football Verband (SAFV ou Association Suisse de Football Américain).
Cette compétition se dispute avec une phase régulière, type championnat, puis une phase de play-offs conclue par une finale, surnommée "Swiss Bowl".

## Clubs de la saison 2025
- Bern Grizzlies
- Calanda Broncos
- Geneva Seahawks
- Gladiators Basel
- St.Gallen Bears
- Thun Tigers
- Winterthur Warrior
- Zurich Renegades

## Palmarès
~ : Les Landquart Broncos deviennent les Calanda Broncos en 2008.
| Date              | Édition                       | Vainqueur                     | Score                         | Finaliste                     |
| ----------------- | ----------------------------- | ----------------------------- | ----------------------------- | ----------------------------- |
| 29 juin 1986      | I                             | Lugano Seagulls               | 90–06                         | Zurich Renegades              |
| 12 juillet 1987   | II                            | Zurich Renegades              | 80–0                          | Lugano Seagulls               |
| 31 octobre 1988   | III                           | Zurich Renegades              | 14–06                         | Bienna Jets                   |
| 10 septembre 1989 | IV                            | Berne Grizzlies               | 35–22                         | Bâle Basilik Mean Machines    |
| 2 septembre 1990  | V                             | Saint-Gall Raiders            | 36–0                          | Bulach Giants                 |
| 29 septembre 1991 | VI                            | Geneva Seahawks               | 20–13                         | Saint-Gall Raiders            |
| 4 juillet 1992    | VII                           | Saint-Gall Raiders            | 23–10                         | Bâle Basilik Mean Machines    |
| 10 octobre 1993   | VIII                          | Bâle Basilik Mean Machines    | 36–02                         | Zurich Falcons                |
| 1er octobre 1994  | IX                            | Bâle Basilik Mean Machines    | 29–06                         | Geneva Seahawks               |
| 23 septembre 1995 | X                             | Berne Grizzlies               | 29–21                         | Geneva Seahawks               |
| 13 juillet 1996   | XI                            | Berne Grizzlies               | 21–12                         | Geneva Seahawks               |
| 12 juillet 1997   | XII                           | Saint-Gallen Vipers           | 31–21                         | Berne Grizzlies               |
| 13 septembre 1998 | XIII                          | Saint-Gallen Vipers           | 14–13                         | Landquart Broncos~            |
| 4 juillet 1999    | XIV                           | Saint-Gallen Vipers           | 16–07                         | Landquart Broncos             |
| 24 septembre 2000 | XV                            | Saint-Gallen Vipers           | 16–09                         | Zurich Renegades              |
| 22 septembre 2001 | XVI                           | Zurich Renegades              | 27–14                         | Bâle Gladiators               |
| 6 octobre 2002    | XVII                          | Zurich Renegades              | 50–12                         | Saint-Gallen Vipers           |
| 28 septembre 2003 | XVIII                         | Landquart Broncos             | 24–22                         | Bâle Gladiators               |
| 26 septembre 2004 | XIX                           | Zurich Renegades              | 54–13                         | Winterthur Warriors           |
| 16 juillet 2005   | XX                            | Zurich Renegades              | 37–14                         | Winterthur Warriors           |
| 15 juillet 2006   | XXI                           | Winterthur Warriors           | 21–13                         | Zurich Renegades              |
| 14 juillet 2007   | XXII                          | Berne Grizzlies               | 24–17                         | Winterthur Warriors           |
| 5 juillet 2008    | XXIII                         | Zürich Renegades              | 52–27                         | Landquart Broncos~            |
| 25 juillet 2009   | XXIV                          | Calanda Broncos               | 35–23                         | Zürich Renegades              |
| 26 juillet 2010   | XXV                           | Calanda Broncos               | 49–07                         | Bâle Gladiators               |
| 16 juillet 2011   | XXVI                          | Calanda Broncos               | 65–33                         | Bâle Gladiators               |
| 7 juillet 2012    | XXVII                         | Calanda Broncos               | 56–14                         | Bâle Gladiators               |
| 13 juillet 2013   | XXVIII                        | Calanda Broncos               | 46–41                         | Bâle Gladiators               |
| 12 juillet 2014   | XXIX                          | Bâle Gladiators               | 47–35                         | Calanda Broncos               |
| 11 juillet 2015   | XXX                           | Calanda Broncos               | 49–21                         | Bern Grizzlies                |
| 9 juillet 2016    | XXXI                          | Berne Grizzlies               | 42–35                         | Calanda Broncos               |
| 8 juillet 2017    | XXXII                         | Calanda Broncos               | 42–06                         | Bâle Gladiators               |
| 7 juillet 2018    | XXXIII                        | Calanda Broncos               | 44–12                         | Geneva Seahawks               |
| 13 juillet 2019   | XXXIV                         | Calanda Broncos               | 31–0                          | Geneva Seahawks               |
| 2020              | Championnat annulé (Covid-19) | Championnat annulé (Covid-19) | Championnat annulé (Covid-19) | Championnat annulé (Covid-19) |
| 2 octobre 2021    | XXXV                          | Calanda Broncos               | 21–12                         | Bern Grizzlies                |
| 16 juillet 2022   | XXXVI                         | Bern Grizzlies                | 26–22                         | Calanda Broncos               |

| Rang | Club                      | Nombre de titres | Dernier titre | Nombre de finales perdues | Dernière défaite en finale |
| ---- | ------------------------- | ---------------- | ------------- | ------------------------- | -------------------------- |
| 1    | Calanda Broncos           | 11               | 2021          | 6                         | 2022                       |
| 2    | Zurich Renegades          | 7                | 2008          | 4                         | 2009                       |
| 3    | Berne Grizzlies           | 6                | 2022          | 3                         | 2021                       |
| 4    | Saint-Gallen Vipers       | 4                | 2000          | 1                         | 2002                       |
| 5    | Bâle Basilik Mean Machine | 2                | 1994          | 2                         | 1992                       |
| 6    | Saint-Gall Raiders        | 2                | 1992          | 1                         | 1991                       |
| 7    | Bâle Gladiators           | 1                | 2014          | 6                         | 2013                       |
| 8    | Geneva Seahawks           | 1                | 1991          | 5                         | 2019                       |
| -    | Winterthur Warriors       | 1                | 2006          | 3                         | 2007                       |
| 10   | Lugano Seagulls           | 1                | 1986          | 1                         | 1987                       |

| Rang | Ville      | Nombre de titres |
| ---- | ---------- | ---------------- |
| 1    | Landquart  | 11               |
| 2    | Zurich     | 7                |
| 3    | Saint-Gall | 6                |
| 4    | Berne      | 6                |
| 5    | Bâle       | 3                |
| 6    | Genève     | 1                |
| -    | Lugano     | 1                |
| -    | Winterthur | 1                |

## Statistiques
- Plus grand nombre de victoires en finale : 11 - Calanda Broncos
- Plus grand nombre de participations à une finale : 17 - Calanda Broncos
- Victoire la plus large en finale : 42 
  - Calanda Broncos 56-14 Bâle Gladiators, en 2012
- Plus grand nombre de points marqués en finale : 98
  - Calanda Broncos  65-33  Bâle Gladiators, en 2011
- Plus grand nombre de points marqués en finale par une équipe: 65 - Calanda Broncos
- Victoire la moins large en finale : 1
  - Saint-Gallen Vipers 14-13 Landquart Broncos, en 1998
- Plus petit nombre de points marqués en finale : 8
  - Zurich Renegades 8-0 Lugano Seagulls, en 1987
- Plus petit nombre de points marqués en finale par une équipe : 0
  - Lugano Seagulls, en 1987 et (Bulach Giants, en 1990
- Plus grand nombre de titres consécutifs : 5 titres - Calanda Broncos, de 2009 à 2013